# Paragramma
Paragramma là một chi bướm đêm thuộc họ Geometridae.